# 安俊洙
安 俊洙（アン・ジュンス、ハングル: 안준수、ラテン翻字: Ahn Joon-soo、1998年1月28日 - ）は、韓国・議政府市出身のサッカー選手。Kリーグ1・水原FC所属。ポジションはゴールキーパー。U-23韓国代表。

## クラブ経歴
7歳でサッカーを始め、父親の知人で忠毅中学校サッカー部の監督であったミン・ジェホンに師事した。ミン・ジェホンは安の守備時の集中力の高さや、ボールに対して物おじしない性格からゴールキーパーとして育てようと決意。小学校在学中に浦項製鉄中学校サッカー部より獲得のオファーがあったがこれを断り忠毅中学校に入学。FC議政府と提携関係にあり、専任のゴールキーパーコーチも在籍するという同中学校の環境下で、ゴールキーパーだけではなくフィールドプレーヤーの技術習得にも努めた。2013年にU-15韓国代表に選出。この時は忠毅中学校サッカー部のチームメイトでもある従兄弟と共に選出され、「不正な方法で息子が代表入りしたのではないか」と父親が慌てた、というエピソードも残っている。中学校3年次の夏休みには日本へ渡り、後に加入することになるセレッソ大阪に短期留学した。
卒業後はFC議政府のU-18チームに加入。同チームは授業への参加が免除される他校のサッカー部とは違い、正規の高校課程にて学業を終えてから放課後に活動するクラブであったが、その後も代表チームに招集された。U-17代表チームのゴールキーパーコーチであった車相光に師事するようになってから更に成長を遂げ、AFC U-16選手権2014、2015 FIFA U-17ワールドカップに出場。ワールドカップでは背番号1番を付けて3試合に出場した。
2016年7月、セレッソ大阪に入団して、プロキャリアをスタートさせた。
2017年12月、鹿児島ユナイテッドFCへ2018年シーズンの期限付き移籍が発表された。2018シーズンのJ3リーグでは29試合に出場。2019シーズンも期限付き移籍期間を延長して鹿児島に在籍、東京オリンピックに出場する韓国代表に選出された。
2020年、不運にもスペイン風邪以来となる100年ぶりの世界規模のパンデミックが発生したことで、オリンピックは延期されたが、2021年に開催された際にも選出された。
2023年、韓国2部リーグでベストイレブンに選出されるほどの活躍を見せた。

## プレースタイル・評価
恵まれた体格や反射神経の鋭さを生かした守備が特徴であるが、それに加えてFC議政府U-18の監督である鄭聖勲や車相光は、ゴールマウス前での冷静さを挙げている。PK阻止率も高く、中学・高校サッカー関係者からは「PK戦の神」の異名で呼ばれていた。

## 所属クラブ
ユース経歴
- { 回龍小学校
- 忠毅中学校
- 議政府FC U-18

プロ経歴
- 2016年7月 - 2020年  セレッソ大阪
  - 2018年 - 2019年  鹿児島ユナイテッドFC（期限付き移籍）
- 2021年 - 2023年  釜山アイパーク
- 2023年  全南ドラゴンズ
- 2024年 -   水原FC

## 個人成績
| 国内大会個人成績 | 国内大会個人成績 | 国内大会個人成績 | 国内大会個人成績 | 国内大会個人成績 | 国内大会個人成績 | 国内大会個人成績 | 国内大会個人成績 | 国内大会個人成績 | 国内大会個人成績 | 国内大会個人成績 | 国内大会個人成績 |
| 年度             | クラブ           | 背番号           | リーグ           | リーグ戦         | リーグ戦         | リーグ杯         | リーグ杯         | オープン杯       | オープン杯       | 期間通算         | 期間通算         |
| 年度             | クラブ           | 背番号           | リーグ           | 出場             | 得点             | 出場             | 得点             | 出場             | 得点             | 出場             | 得点             |
| 日本             | 日本             | 日本             | 日本             | リーグ戦         | リーグ戦         | リーグ杯         | リーグ杯         | 天皇杯           | 天皇杯           | 期間通算         | 期間通算         |
| ---------------- | ---------------- | ---------------- | ---------------- | ---------------- | ---------------- | ---------------- | ---------------- | ---------------- | ---------------- | ---------------- | ---------------- |
| 2016             | C大阪            | 32               | J2               | 0                | 0                | -                | -                | 0                | 0                | 0                | 0                |
| 2017             | C大阪            | 32               | J1               | 0                | 0                | 0                | 0                | 0                | 0                | 0                | 0                |
| 2018             | 鹿児島           | 13               | J3               | 29               | 0                | -                | -                | 0                | 0                | 29               | 0                |
| 2019             | 鹿児島           | 13               | J2               | 36               | 0                | -                | -                | 0                | 0                | 36               | 0                |
| 2020             | C大阪            | 27               | J1               | 0                | 0                | 1                | 0                | -                | -                | 1                | 0                |
| 通算             | 日本             | 日本             | J1               | 0                | 0                | 1                | 0                | 0                | 0                | 1                | 0                |
| 通算             | 日本             | 日本             | J2               | 36               | 0                | -                | -                | 0                | 0                | 36               | 0                |
| 通算             | 日本             | 日本             | J3               | 29               | 0                | -                | -                | 0                | 0                | 29               | 0                |
| 総通算           | 総通算           | 総通算           | 総通算           | 65               | 0                | 1                | 0                | 0                | 0                | 66               | 0                |

| 2016   | C大23  | 32     | J3     | 5  | 0 | 5  | 0 |
| 2017   | C大23  | 32     | J3     | 13 | 0 | 13 | 0 |
| 2020   | C大23  | 27     | J3     | 12 | 0 | 12 | 0 |
| 通算   | 日本   | 日本   | J3     | 30 | 0 | 30 | 0 |
| 総通算 | 総通算 | 総通算 | 総通算 | 30 | 0 | 30 | 0 |

## 代表歴
- U-15韓国代表
- U-16韓国代表
  - AFC U-16選手権2014（2014年）
- U-17韓国代表
  - FIFA U-17ワールドカップ （2015年）
- U-18韓国代表
- U-19韓国代表
- U-20韓国代表
  - インターナショナルユース（2017年）
  - FIFA U-20ワールドカップ（2017年）
- U-22韓国代表
  - AFC U-23選手権2020予選（2019年）
- U-23韓国代表
  - AFC U-23選手権2020（2020年）

## タイトル
セレッソ大阪
- Jリーグカップ：1回（2017年）
- 天皇杯：1回（2017年）
- スーパーカップ：1回（2018年）

個人
- K2リーグベストイレブン : 1回 (2023年)